# César de la meilleure révélation féminine

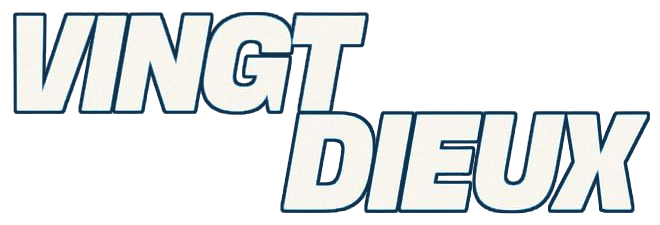
Maïwène Barthélémy devient la lauréate du César de la meilleure révélation féminine en 2025 pour son rôle dans Vingt Dieux (logo du film ci-dessus).

Le César de la meilleure révélation féminine, précédemment nommé « César du meilleur espoir féminin » (jusqu'en 2024) et originellement nommé « César du meilleur jeune espoir féminin » (jusqu'en 2004), est une récompense cinématographique française décernée par l'Académie des arts et techniques du cinéma depuis la huitième remise de prix le 26 février 1983 au Grand Rex à Paris.
Le César récompense la meilleure actrice débutante, bien qu'aucune limite liée à l'âge ou la filmographie ne limite le vote. Depuis 2007 est organisé l'étape des « Révélations », une présélection pour faciliter le choix des nommées : d'abord indicative, elle devient exclusive à partir de 2025.
À la suite d'une modification du règlement des César opérée le 8 novembre 2016, il n'est plus possible, pour une actrice, de cumuler le César du meilleur espoir féminin avec celui de la meilleure actrice pour un même rôle.

## Palmarès
Liste des lauréates (en gras) et des nommées

### Années 1980
Intitulé César du meilleur jeune espoir féminin
- 1983 : Sophie Marceau pour le rôle de Vic Berreton dans La Boum 2
  - Souad Amidou pour le rôle de Zina dans Le Grand Frère
  - Fabienne Guyon pour le rôle de Violette Pelletier dans Une chambre en ville
  - Julie Jézéquel pour le rôle de Antoinette Baron dans L'Étoile du Nord
- 1984 : Sandrine Bonnaire pour le rôle de Suzanne dans À nos amours
  - Élizabeth Bourgine pour le rôle de Genichka dans Vive la sociale !
  - Laure Duthilleul pour le rôle de Juliette dans Le Destin de Juliette
  - Agnès Soral pour le rôle de Lola dans Tchao Pantin
- 1985 : Laure Marsac pour le rôle de L'enfant dans La Pirate
  - Fanny Bastien pour le rôle de Josyane Krawczyk dans Pinot simple flic
  - Emmanuelle Béart pour le rôle de Constanza dans Un amour interdit
  - Sophie Duez pour le rôle de Mathilde dans Marche à l'ombre
- 1986 : Charlotte Gainsbourg pour le rôle de Charlotte dans L'Effrontée
  - Emmanuelle Béart pour le rôle de Samantha Lepage dans L'Amour en douce
  - Philippine Leroy-Beaulieu pour le rôle de Sylvia dans Trois Hommes et un couffin
  - Charlotte Valandrey pour le rôle de Nadia dans Rouge Baiser
  - Zabou pour le rôle de Juliette Chapeau dans Billy Ze Kick
- 1987 : Catherine Mouchet pour le rôle de Thérèse dans Thérèse
  - Marianne Basler pour le rôle de Rosa dans Rosa la rose, fille publique
  - Dominique Blanc pour le rôle de Sylvia dans La Femme de ma vie
  - Julie Delpy pour le rôle de Lise dans Mauvais Sang
- 1988 : Mathilda May pour le rôle de Juliette dans Le Cri du hibou
  - Anne Brochet pour le rôle de Catherine Lecoeur dans Masques
  - Julie Delpy pour le rôle de Béatrice de Cortemart dans La Passion Béatrice
  - Sophie Renoir pour le rôle de Léa dans L'Ami de mon amie
- 1989 : Catherine Jacob pour le rôle de Marie-Thérèse dans La vie est un long fleuve tranquille
  - Clotilde de Bayser pour le rôle de Marie dans L'Enfance de l'art
  - Nathalie Cardone pour le rôle de Sylvie dans Drôle d'endroit pour une rencontre
  - Ingrid Held pour le rôle de Charmaine Dupin dans La Maison assassinée

### Années 1990
- 1990 : Vanessa Paradis pour le rôle de Mathilde Tessier dans Noce blanche
  - Dominique Blanc pour le rôle de Madame Vernet dans Je suis le seigneur du château
  - Isabelle Gélinas pour le rôle de Élisabeth Martini dans Suivez cet avion
  - Mireille Perrier pour le rôle de Nathalie dans Un monde sans pitié
  - Valérie Stroh pour le rôle de Alice Dauchy-Gravey dans Baptême
- 1991 : Judith Henry pour le rôle de Catherine dans La Discrète
  - Clotilde Courau pour le rôle de Nathalie dans Le Petit Criminel
  - Florence Darel pour le rôle de Mlle Archambaud dans Uranus
  - Judith Godrèche pour le rôle de Beth dans La Désenchantée
  - Isabelle Nanty pour le rôle de Sandrine dans Tatie Danielle
- 1992 : Géraldine Pailhas pour le rôle de Christiane Mercier dans La Neige et le Feu
  - Marie-Laure Dougnac pour le rôle de Julie Clapet dans Delicatessen
  - Marie Gillain pour le rôle de Véronique Arnel dans Mon père, ce héros
  - Alexandra London pour le rôle de Marguerite Gachet dans Van Gogh
  - Elsa Zylberstein pour le rôle de Cathy dans Van Gogh
- 1993 : Romane Bohringer pour le rôle de Laura dans Les Nuits fauves
  - Isabelle Carré pour le rôle de Valérie dans Beau fixe
  - Charlotte Kady pour le rôle de Marie dans L.627
  - Linh-Dan Pham pour le rôle de Camille dans Indochine
  - Elsa Zylberstein pour le rôle de Frederique dans Beau fixe
- 1994 : Valeria Bruni Tedeschi pour le rôle de Martine dans Les gens normaux n'ont rien d'exceptionnel
  - Virginie Ledoyen pour le rôle de Samantha dans Les Marmottes
  - Chiara Mastroianni pour le rôle de Anne dans Ma saison préférée
  - Florence Pernel pour le rôle de Sandrine dans Trois couleurs : Bleu
  - Karin Viard pour le rôle de Clara dans La Nage indienne
- 1995 : Élodie Bouchez pour le rôle de Maïté Alvarez dans Les Roseaux sauvages
  - Marie Bunel pour le rôle de Isabelle dans Couples et Amants
  - Sandrine Kiberlain pour le rôle de Marie-Claude dans Les Patriotes
  - Virginie Ledoyen pour le rôle de Christine dans L'Eau froide
  - Elsa Zylberstein pour le rôle de Ethel Benegui dans Mina Tannenbaum
- 1996 : Sandrine Kiberlain pour le rôle de Alice dans En avoir (ou pas)
  - Isabelle Carré pour le rôle de la gouvernante dans Le Hussard sur le toit
  - Clotilde Courau pour le rôle de Solange dans Élisa
  - Marie Gillain pour le rôle de Nathalie dans L'Appât
  - Virginie Ledoyen pour le rôle de Valérie dans La Fille seule
- 1997 : Laurence Côte pour le rôle de Juliette Fontana dans Les Voleurs
  - Jeanne Balibar pour le rôle de Valérie dans Comment je me suis disputé… (ma vie sexuelle)
  - Monica Bellucci pour le rôle de Lisa dans L'Appartement
  - Garance Clavel pour le rôle de Chloé dans Chacun cherche son chat
  - Emmanuelle Devos pour le rôle de Esther dans Comment je me suis disputé… (ma vie sexuelle)
- 1998 : Emma de Caunes pour le rôle de Sophie dans Un frère
  - Jeanne Balibar pour le rôle de Annie Simonin dans J'ai horreur de l'amour
  - Isabelle Carré pour le rôle de Murielle dans La Femme défendue
  - Amira Casar pour le rôle de Sandra Benzakhem dans La Vérité si je mens !
  - Laetitia Pesenti pour le rôle de Magali dans Marius et Jeannette
- 1999 : Natacha Régnier pour le rôle de Marie Thomas dans La Vie rêvée des anges
  - Marion Cotillard pour le rôle de Lilly Bertineau dans Taxi
  - Hélène de Fougerolles pour le rôle de Jeanne dans Que la lumière soit !
  - Sophie Guillemin pour le rôle de Cécilia dans L'Ennui
  - Rona Hartner pour le rôle de Sabina dans Gadjo dilo

### Années 2000
- 2000 : Audrey Tautou pour le rôle de Marie dans Vénus Beauté (Institut)
  - Valentina Cervi pour le rôle de Aurélie Coquille dans Rien sur Robert
  - Émilie Dequenne pour le rôle de Rosetta dans Rosetta
  - Barbara Schulz pour le rôle de Nathalie dans La Dilettante
  - Sylvie Testud pour le rôle de Béa dans Karnaval
- 2001 : Sylvie Testud pour le rôle de Christine Papin dans Les Blessures assassines
  - Bérénice Bejo pour le rôle de Lætitia Rance dans Meilleur Espoir féminin
  - Sophie Guillemin pour le rôle de Prune dans Harry, un ami qui vous veut du bien
  - Isild Le Besco pour le rôle de Émilie de Lancris dans Sade
  - Julie-Marie Parmentier pour le rôle de Léa Papin dans Les Blessures assassines
- 2002 : Rachida Brakni pour le rôle de Noémie / Malika dans Chaos
  - Marion Cotillard pour le rôle de Marie / Lucie dans Les Jolies Choses
  - Hélène Fillières pour le rôle de Marie Larue dans Reines d'un jour
  - Hélène de Fougerolles pour le rôle de Dominique dans Va savoir
  - Isild Le Besco pour le rôle de Léa dans Roberto Succo
- 2003 : Cécile de France pour le rôle de Isabelle dans L'Auberge espagnole
  - Émilie Dequenne pour le rôle de Laura dans Une femme de ménage
  - Mélanie Doutey pour le rôle de Guillemette dans Le Frère du guerrier
  - Marina Foïs pour le rôle de Natacha dans Filles perdues, cheveux gras
  - Ludivine Sagnier pour le rôle de Catherine dans Huit Femmes
- 2004 : Julie Depardieu pour le rôle de Jeanne-Marie dans La Petite Lili
  - Marie-Josée Croze pour le rôle de Nathalie dans Les Invasions barbares
  - Dinara Droukarova pour le rôle de Ada dans Depuis qu'Otar est parti…
  - Sophie Quinton pour le rôle de Isabelle / Bambi dans Qui a tué Bambi ?
  - Laura Smet pour le rôle de Charlotte dans Les Corps impatients

Intitulé César du meilleur espoir féminin
- 2005 : Sara Forestier pour le rôle de Lydia dans L'Esquive
  - Marilou Berry pour le rôle de Lolita Cassard dans Comme une image
  - Lola Naymark pour le rôle de Claire Moutiers dans Brodeuses
  - Sabrina Ouazani pour le rôle de Frida dans L'Esquive
  - Magali Woch pour le rôle de Arielle dans Rois et Reine
- 2006 : Linh-Dan Pham pour le rôle de Miao Lin dans De battre mon cœur s'est arrêté
  - Mélanie Doutey pour le rôle de Cécile dans Il ne faut jurer de rien !
  - Déborah François pour le rôle de Sonia dans L'Enfant
  - Marina Hands pour le rôle de Lysia Verhareine dans Les Âmes grises
  - Fanny Valette pour le rôle de Laura dans La Petite Jérusalem
- 2007 : Mélanie Laurent pour le rôle de Élise "Lili" Tellier dans Je vais bien, ne t'en fais pas
  - Déborah François pour le rôle de Mélanie Prouvost dans La Tourneuse de pages
  - Marina Hands pour le rôle de Constance Chatterley dans Lady Chatterley
  - Maïwenn pour le rôle de Violette dans Pardonnez-moi
  - Aïssa Maïga pour le rôle de Melé dans Bamako
- 2008 : Hafsia Herzi pour le rôle de Rym dans La Graine et le Mulet
  - Louise Blachère pour le rôle de Anne dans Naissance des pieuvres
  - Audrey Dana pour le rôle de Huguette dans Roman de gare
  - Adèle Haenel pour le rôle de Floriane dans Naissance des pieuvres
  - Clotilde Hesme pour le rôle de Alice dans Les Chansons d'amour
- 2009 : Déborah François pour le rôle de Fleur Duval dans Le Premier Jour du reste de ta vie
  - Marilou Berry pour le rôle de Mélanie Lupin dans Vilaine
  - Louise Bourgoin pour le rôle de Audrey Varella dans La Fille de Monaco
  - Anaïs Demoustier pour le rôle de Jeanne dans Les Grandes Personnes
  - Léa Seydoux pour le rôle de Junie de Chartres dans La Belle Personne

### Années 2010
- 2010 : Mélanie Thierry pour le rôle de Magali dans Le Dernier pour la route
  - Pauline Étienne pour le rôle de Laure dans Qu'un seul tienne et les autres suivront
  - Florence Loiret Caille pour le rôle de Chloé dans Je l'aimais
  - Soko pour le rôle de Monika dans À l'origine
  - Christa Theret pour le rôle de Lola dans LOL
- 2011 : Leïla Bekhti pour le rôle de Lila dans Tout ce qui brille
  - Audrey Lamy pour le rôle de Carole dans Tout ce qui brille
  - Yahima Torres pour le rôle de Saartjie Baartman dans Vénus noire
  - Anaïs Demoustier pour le rôle de Julie dans D'amour et d'eau fraîche
  - Léa Seydoux pour le rôle de Prudence dans Belle Épine
- 2012 : (ex æquo)
  - Naidra Ayadi pour le rôle de Nora dans Polisse
  - Clotilde Hesme pour le rôle de Angèle dans Angèle et Tony
    - Adèle Haenel pour le rôle de Léa dans L'Apollonide : Souvenirs de la maison close
    - Céline Sallette pour le rôle de Clotilde dans L'Apollonide : Souvenirs de la maison close
    - Christa Theret pour le rôle de Sarah dans La Brindille
- 2013 : Izïa Higelin pour le rôle de Louise dans Mauvaise fille
  - Alice de Lencquesaing pour le rôle de Camille dans Au galop
  - Lola Dewaere pour le rôle de Nina dans Mince alors !
  - Julia Faure pour le rôle de Louise dans Camille redouble
  - India Hair pour le rôle d'Alice dans Camille redouble
- 2014 : Adèle Exarchopoulos pour le rôle d'Adèle dans La Vie d'Adèle : Chapitres 1 et 2
  - Lou de Laâge pour le rôle de Raphaëlle Dalio dans Jappeloup
  - Pauline Étienne pour le rôle de Suzanne Simonin dans La Religieuse
  - Golshifteh Farahani pour le rôle de la femme dans Syngué sabour. Pierre de patience
  - Marine Vacth pour le rôle d'Isabelle dans Jeune et Jolie
- 2015 : Louane Emera pour le rôle de Paula Bélier dans La Famille Bélier
  - Lou de Laâge pour le rôle de Sarah dans Respire
  - Joséphine Japy pour le rôle de Charlie dans Respire
  - Ariane Labed pour le rôle d'Alice dans Fidelio, l'odyssée d'Alice
  - Karidja Touré pour les rôles de Marieme et Vic dans Bande de filles
- 2016 : Zita Hanrot pour le rôle de Nesrine dans Fatima
  - Lou Roy-Lecollinet pour le rôle d'Esther dans Trois Souvenirs de ma jeunesse
  - Diane Rouxel pour le rôle de Tess dans La Tête haute
  - Sara Giraudeau pour le rôle de Sonia dans Les Bêtises
  - Camille Cottin pour le rôle de Camilla dans Connasse, princesse des cœurs
- 2017 : Oulaya Amamra pour le rôle de Dounia dans Divines
  - Paula Beer pour le rôle d'Anna dans Frantz
  - Lily-Rose Depp pour le rôle d'Isadora Duncan dans La Danseuse
  - Noémie Merlant pour le rôle de Sonia dans Le ciel attendra
  - Raph pour le rôle de Billie Van Peteghem dans Ma Loute
- 2018 : Camélia Jordana pour le rôle de Neïla Salah dans Le Brio
  - Iris Bry pour le rôle de Francine Riant dans Les Gardiennes
  - Lætitia Dosch pour le rôle de Paula dans Jeune Femme
  - Eye Haïdara pour le rôle de Adèle dans Le Sens de la fête
  - Garance Marillier pour le rôle de Justine dans Grave
- 2019 : Kenza Fortas pour le rôle de Shéhérazade dans Shéhérazade
  - Ophélie Bau pour le rôle d'Ophélie dans Mektoub, My Love: canto uno
  - Galatéa Bellugi pour le rôle d'Anna dans L'Apparition
  - Jehnny Beth pour le rôle de Chantal (adulte) dans Un amour impossible
  - Lily-Rose Depp pour le rôle d'Ève dans L'Homme fidèle

### Années 2020
- 2020 : Lyna Khoudri pour le rôle de Nedjma (dite « Papicha ») dans Papicha
  - Luàna Bajrami pour le rôle de Sophie dans Portrait de la jeune fille en feu
  - Céleste Brunnquell pour le rôle de Camille Lourmel dans Les Éblouis
  - Nina Meurisse pour le rôle de Camille Lepage dans Camille
  - Mame Bineta Sané pour le rôle d'Ada dans Atlantique
- 2021 :  Fathia Youssouf pour le rôle d'Aminata dans Mignonnes
  - India Hair pour le rôle de Lucie dans Poissonsexe
  - Julia Piaton pour le rôle de Victoire dans Les Choses qu'on dit, les choses qu'on fait
  - Camille Rutherford pour le rôle de Chloé dans Felicità
  - Mélissa Guers pour le rôle de Lise dans La Fille au bracelet
- 2022 : Anamaria Vartolomei pour le rôle d'Anne dans L'Événement
  - Noée Abita pour le rôle de Lyz dans Slalom
  - Salomé Dewaels pour le rôle de Coralie dans Illusions perdues
  - Agathe Rousselle pour le rôle d'Alexia dans Titane
  - Lucie Zhang pour le rôle d'Émilie dans Les Olympiades
- 2023 : Nadia Tereszkiewicz pour le rôle de Stella dans Les Amandiers
  - Marion Barbeau pour le rôle de Élise dans En corps
  - Guslagie Malanda pour le rôle de Laurence Coly dans Saint Omer
  - Rebecca Marder pour le rôle de Irène dans Une jeune fille qui va bien
  - Mallory Wanecque pour le rôle de Lily dans Les Pires
- 2024 : Ella Rumpf pour son rôle de Marguerite Hoffmann dans Le Théorème de Marguerite
  - Céleste Brunnquell pour son rôle de Rosa Gravier dans La Fille de son père
  - Kim Higelin pour son rôle de Vanessa Springora (adolescente) dans Le Consentement
  - Suzanne Jouannet pour son rôle de Sophie Vasseur dans La Voie royale
  - Rebecca Marder pour son rôle de Madeleine Pastor dans De grandes espérances
- 2025 : Maïwène Barthelemy pour le rôle de Marie-Lise dans Vingt Dieux
  - Malou Khebizi pour le rôle de Liane dans Diamant Brut
  - Megan Northam pour le rôle de Rabia dans Rabia
  - Mallory Wanecque pour le rôle de Jackie (à 15 ans) dans L'Amour ouf
  - Souheila Yacoub pour le rôle de Nour dans Planète B

## Nominations multiples
Plusieurs actrices ont été nommées plusieurs fois pour ce César. Plusieurs victoires ne sont pas interdites mais cela ne s'est jamais produit. Depuis 2013, une actrice ne peut être classée comme « Révélation » que deux fois au maximum. Auparavant, quatre actrices avaient obtenu une troisième nomination dans cette catégorie.
Actrices nommées plusieurs fois (les lauréates sont indiquées en gras) :
- 3 nominations : Isabelle Carré, Déborah François, Virginie Ledoyen, Elsa Zylberstein ;
- 2 nominations : Jeanne Balibar, Emmanuelle Béart, Marilou Berry, Isild Le Besco, Dominique Blanc, Marion Cotillard, Clotilde Courau, Julie Delpy, Anaïs Demoustier, Lily-Rose Depp, Émilie Dequenne, Mélanie Doutey, Pauline Étienne, Hélène de Fougerolles, Marie Gillain, Sophie Guillemin, Adèle Haenel, Marina Hands, Clotilde Hesme, Sandrine Kiberlain, Lou de Lâage, Linh-Dan Pham, Léa Seydoux, Sylvie Testud, Christa Theret, Mallory Wanecque.

## Histoire
Les plus jeunes espoirs féminins à recevoir la récompense furent Charlotte Gainsbourg et Fathia Youssouf, toutes deux âgées de 14 ans, Laure Marsac, à 15 ans, Sophie Marceau à 16 ans, et Vanessa Paradis, à 17 ans. Les lauréates les plus âgées sont Catherine Jacob et Linh Dan Pham qui la reçurent à l'âge de 32 ans.
Six actrices ont gagné le César de la meilleure actrice après avoir gagné le César du meilleur espoir féminin : Sandrine Bonnaire (Meilleur espoir féminin en 1984, Meilleure actrice en 1986), Élodie Bouchez (Meilleur espoir féminin en 1995, Meilleure actrice en 1999), Sylvie Testud (Meilleur espoir féminin en 2001, Meilleure actrice en 2004), Sara Forestier (Meilleur espoir féminin en 2004, Meilleure actrice en 2011), Sandrine Kiberlain (Meilleur espoir féminin en 1996, Meilleure actrice en 2014) et Hafsia Herzi (Meilleur espoir féminin en 2008, Meilleure actrice en 2025).
Un seul film a reçu le César de la meilleure actrice et le César du meilleur espoir féminin : La Vie rêvée des anges en 1999 (Meilleure actrice pour Élodie Bouchez, Meilleur espoir féminin pour Natacha Régnier).
Seize actrices ont été nommées pour le César de la meilleure actrice, le César de la meilleure actrice dans un second rôle et le César du meilleur espoir féminin : Emmanuelle Béart, Charlotte Gainsbourg, Dominique Blanc, Anne Brochet, Karin Viard, Sandrine Kiberlain, Emmanuelle Devos, Cécile de France, Marion Cotillard, Sylvie Testud, Émilie Dequenne, Sara Forestier, Adèle Haenel, Anaïs Demoustier, Leïla Bekhti, Adèle Exarchopoulos et Valeria Bruni Tedeschi. Jusqu'ici, aucune actrice n'a remporté les trois récompenses.

### Lauréates par nationalité
Les César se déroulant en France, ils sont le reflet de l'industrie cinématographique française, et la majorité des actrices nommées sont françaises. Cependant, plusieurs actrices nommées au César de la meilleure actrice sont d'origine étrangère, avec en gras les lauréates :
- Algérie : Maïwenn (double nationalité française et algérienne) ; Lyna Khoudri (double nationalité française et algérienne) ;
- Allemagne : Paula Beer ;
- Argentine : Bérenice Bejo (double nationalité française et argentine) ;
- Belgique : Marianne Basler (double nationalité française et belge) ; Marie Gillain ; Natacha Régnier ; Émilie Dequenne ; Cécile de France ; Déborah François ; Pauline Étienne ; Salomé Dewaels ;
- Canada : Isabelle Gélinas (double nationalité française et canadienne) ; Marie-Josée Croze (double nationalité française et canadienne) ;
- États-Unis : Julie Delpy (double nationalité française et américaine) ; Lily-Rose Depp (double nationalité française et américaine) ;
- Grèce : Ariane Labed (double nationalité française et grecque) ;
- Iran : Golshifteh Farahani ;
- Italie : Valeria Bruni Tedeschi (double nationalité française et italienne) ; Monica Bellucci ; Valentina Cervi ;
- Roumanie : Rona Hartner (double nationalité française et roumaine) ; Anamaria Vartolomei (double nationalité française et roumaine) ;
- Royaume-Uni : Charlotte Gainsbourg (double nationalité française et britannique) ; Amira Casar (double nationalité française et britannique) ;
- Russie : Dinara Droukarova ;
- Sénégal : Mame Bineta Sané ;
- Suisse : Agnès Soral (double nationalité française et suisse) ; Lætitia Dosch (double nationalité française et suisse) ;
- Vietnam : Linh-Dan Pham (double nationalité française et vietnamienne).

## Critiques
Les nominations dans cette catégorie, comme celle du César du meilleur espoir masculin, ont souvent cristallisé le débat sur le népotisme qui régirait la société française et singulièrement le monde du cinéma (les « filles et fils de » trustant souvent l'affiche des films français, et par voie de conséquence, les nominations et les récompenses),,.
En février 2020, Le Monde affirme qu'Alain Terzian aurait usé de son influence pour imposer Louane dans la catégorie du meilleur espoir féminin à l'occasion de la 40e cérémonie des César.

## Présélection «Révélations»

### Présentation
Depuis 2007, les catégories des meilleurs espoirs passent par une étape intermédiaire pour faciliter le premier tour de vote, déterminant les nommées. Un comité « Révélations », composé des directeurs de casting de l'académie, élabore au mois de novembre précédant la cérémonie, une liste de 14 à 16 actrices débutantes nommées « Révélations ». Ces actrices avec les Révélations masculines sont ensuite mises en valeur dans une soirée de présentation, un album photographique conçue par une personnalité reconnue, ainsi que dans un clip diffusé dans les salles de cinéma.
La seule contrainte (appliquée depuis 2013) est qu'une actrice ne peut être classée que deux fois comme « Révélation ». En raison des difficultés d'exploitation dues à la pandémie de Covid-19, Noée Abita et Pauline Parigot ont néanmoins été classées deux fois en 2021 et 2022 pour le même film ; la première a donc été classée trois fois (en 2018, 2021 et 2022).
Jusqu'en 2024, les listes des révélations sont créées à titre indicatif : les votants peuvent désigner librement n'importe quelle actrice de leur choix, même si elle ne fait pas partie des révélations. De 2007 à 2020, toutes les nommées au César du meilleur espoir ont figuré dans les révélations. L'édition 2021 a vu la victoire inédite de Fathia Youssouf qui ne faisait pas partie de la présélection.
En revanche, à partir de la cérémonie de 2025, lors du changement de nom de la récompense, la liste des présélectionnées devient exclusive : les nommées ne peuvent être choisies que parmi les actrices qui ont été proposées par le comité « Révélations » (constitué de directrices et directeurs de casting).

### Présences multiples
- 2 sélections : Céleste Brunnquell, Rebecca Marder, Garance Marillier

### Liste
En gras, les actrices « Révélations » ayant ensuite effectivement été nommées par la suite pour le César du meilleur espoir féminin pour le même rôle que cette présélection. Pour chaque édition, il est indiqué aussi le photographe qui mit en œuvre l'album et l'exposition photographique des Révélations.

#### Années 2000
2007 (photographe Kate Barry)
- Morjana Alaoui – Marock
- Leïla Bekhti – Mauvaise Foi
- Lizzie Brocheré – Chacun sa nuit
- Sophie Cattani – Selon Charlie
- Maroussia Dubreuil – Les Anges exterminateurs
- Déborah François – La Tourneuse de pages
- Marina Hands – Lady Chatterley
- Hande Kodja – Meurtrières
- Mélanie Laurent – Je vais bien ne t'en fais pas
- Adélaïde Leroux – Flandres
- Aïssa Maïga – Bamako
- Maïwenn – Pardonnez-moi
- Joséphine de Meaux – Nos jours heureux
- Clémence Poésy – Le grand Meaulnes
- Sophie Quinton – Avril
- Céline Sallette – Meurtrières

2008 (photographe Stéphane Sednaoui)
- Louise Blachère – Naissance des pieuvres
- Chloé Coulloud – La Tête de maman
- Audrey Dana – Roman de gare
- Judith Davis – Jacquou le Croquant
- Anaïs Demoustier – L'Année suivante
- Émilie de Preissac – Regarde moi
- Adèle Haenel – Naissance des pieuvres
- Hafsia Herzi – La Graine et le Mulet
- Clotilde Hesme – Les Chansons d'amour
- Yeelem Jappain – Ceux qui restent
- Marie Kremer – Les toits de Paris
- Clémence Poésy – Sans moi
- Constance Rousseau – Tout est pardonné
- Soko – Dans les cordes
- Louise Szpindel – Dans les cordes
- Christa Theret – Et toi, t'es sur qui ?

2009 (photographe Richard Schroeder,)
- Nora Arnezeder – Faubourg 36
- Leïla Bekhti – Des poupées et des anges
- Mélanie Bernier – Passe-Passe
- Marilou Berry – Vilaine
- Olympe Borval – Le Chant des mariées
- Louise Bourgoin – La Fille de Monaco
- Lizzie Brocheré – Le Chant des mariées
- Judith Chemla – Versailles
- Anaïs Demoustier – Les Grandes Personnes
- Déborah François – Le Premier Jour du reste de ta vie
- Juliette Lamboley – 15 ans et demi
- Adélaïde Leroux – Home
- Clémentine Poidatz – La Frontière de l'aube
- Léa Seydoux – La Belle Personne
- Salomé Stévenin – Comme une étoile dans la nuit
- Fanny Valette – Sur ta joue ennemie

#### Années 2010
2010 (photographes Lorenzo Agius et Benjamin Boccas)
- Marie-Julie Baup – Micmacs à tire-larigot
- Àstrid Bergès-Frisbey – Un barrage contre le Pacifique
- Agathe Bonitzer – Un chat un chat
- Sophie Cattani – Je suis heureux que ma mère soit vivante
- Judith Davis – Je te mangerais
- Anaïs Demoustier – Sois sage
- Mati Diop – 35 rhums
- Pauline Étienne – Qu'un seul tienne et les autres suivront
- Alice de Lencquesaing – Le Père de mes enfants
- Florence Loiret Caille – Je l'aimais
- Sara Martins – Mensch
- Lola Naymark – L'Armée du crime
- Vimala Pons – La Sainte Victoire
- Soko – À l'origine
- Christa Theret – LOL (laughing out loud®)
- Mélanie Thierry – Le Dernier pour la route

2011 (photographe Zoe Cassavetes)
- Raphaëlle Agogué – La Rafle
- Clara Augarde – Un poison violent
- Leïla Bekhti – Tout ce qui brille
- Judith Chemla – De vrais mensonges
- Vanessa David – Sweet Valentine
- Anaïs Demoustier – D'amour et d'eau fraîche
- Adèle Exarchopoulos – Tête de turc
- Ana Girardot – Simon Werner a disparu...
- Annabelle Hettmann – Le Sentiment de la chair
- Audrey Lamy – Tout ce qui brille
- Élise Lhomeau – Des filles en noir
- Nina Meurisse – Complices
- Veronika Novak – Les Invités de mon père
- Agathe Schlencker – Belle Épine
- Léa Seydoux – Belle Épine
- Yahima Torres – Vénus noire

2012 (photographe Jean-Baptiste Mondino)
- Naidra Ayadi – Polisse
- Anne Azoulay – Léa
- Alice Barnole – L'Apollonide : Souvenirs de la maison close
- Àstrid Bergès-Frisbey – La fille du puisatier
- Lola Créton – Un amour de jeunesse
- Marie Denarnaud – Les Adoptés
- Amandine Dewasmes – Toutes nos envies
- Golshifteh Farahani – Si tu meurs, je te tue
- Adèle Haenel – L'Apollonide : Souvenirs de la maison close
- Clotilde Hesme – Angèle et Tony
- Joséphine Japy – Le Moine
- Céline Sallette – L'Apollonide : Souvenirs de la maison close
- Christa Theret – La Brindille
- Alison Wheeler – Mon père est femme de ménage
- Iliana Zabeth – L'Apollonide : Souvenirs de la maison close

2013 (photographe Dominique Issermann)
- Laurence Arné – Bowling
- Alice Belaïdi – Les Kaïra
- Agathe Bonitzer – Une bouteille à la mer
- Lola Créton – Après Mai
- Alice de Lencquesaing – Au galop
- Lola Dewaere – Mince alors !
- Arta Dobroshi – Trois Mondes
- Julia Faure – Camille redouble
- India Hair – Camille redouble
- Izïa Higelin – Mauvaise Fille
- Sarah Le Picard – Alyah
- Sofiia Manousha – Le noir (te) vous va si bien
- Noémie Merlant – L'Orpheline avec en plus un bras en moins
- Alice Pol – Un plan parfait
- Clara Ponsot – Bye Bye Blondie
- Camille Rutherford – Low Life

2014 (photographe Antoine Carlier)
- Margot Bancilhon – Les Petits Princes
- Flore Bonaventura – Casse-tête chinois
- Pauline Burlet – Le Passé
- Lou de Laâge – Jappeloup
- Lætitia Dosch – La Bataille de Solférino
- Pauline Étienne – La Religieuse
- Adèle Exarchopoulos – La Vie d'Adèle : Chapitres 1 et 2
- Golshifteh Farahani – Syngué sabour. Pierre de patience
- Esther Garrel – Jeunesse
- Ariane Labed – Une place sur la Terre
- Charlotte Le Bon – La Marche
- Chloé Lecerf – Vandal
- Anamaria Marinca – Un nuage dans un verre d'eau
- Pauline Parigot – Les Lendemains
- Vimala Pons – La Fille du 14 juillet
- Marine Vacth – Jeune et Jolie

2015 (photographe Mathieu Cesar)
- Soumaye Bocoum – Papa was not a Rolling Stone
- Armande Boulanger – La Pièce manquante
- Lolita Chammah – Gaby Baby Doll
- Lou de Laâge – Respire
- Louane Emera – La Famille Bélier
- Alice Isaaz – La Crème de la crème
- Joséphine Japy – Respire
- Ariane Labed – Fidelio, l'odyssée d'Alice
- Sofia Lesaffre – Les Trois Frères : Le Retour
- Mélodie Richard – Métamorphoses
- Solène Rigot – Tonnerre
- Ariana Rivoire – Marie Heurtin
- Anna Sigalevitch – Loup-Garou
- Philippine Stindel – Mercuriales
- Assa Sylla – Bande de filles
- Karidja Touré – Bande de filles

2016 (photographe Sonia Sieff)
- Mathilde Bisson – Au plus près du soleil
- Camille Cottin – Connasse, princesse des cœurs
- Lucie Debay – Melody
- Sara Giraudeau – Les Bêtises
- Zita Hanrot – Fatima
- Stacy Martin – Taj Mahal
- Freya Mavor – La Dame dans l'auto avec des lunettes et un fusil
- Baya Medhaffar – À peine j'ouvre les yeux
- Lena Paugam – L'Ombre des femmes
- Diane Rouxel – La Tête haute
- Lou Roy-Lecollinet – Trois souvenirs de ma jeunesse
- Georgia Scalliet – L'Odeur de la mandarine
- Noémie Schmidt – L'Étudiante et Monsieur Henri
- Pauline Serieys – Une famille à louer
- Sarah Suco – Discount
- Lily Taieb – Trois souvenirs de ma jeunesse
- Sophie Verbeeck – À trois on y va

2017 (photographe Valérie Donzelli,)
- Oulaya Amamra – Divines
- Naomi Amarger – Le ciel attendra
- Paula Beer – Frantz
- Galatéa Bellugi – Keeper
- Sigrid Bouaziz – Personal Shopper
- Lily-Rose Depp – La Danseuse
- Eye Haïdara – La Taularde
- Liv Henneguier – Crache cœur
- Manal Issa – Peur de rien
- Annabelle Lengronne – La Fine Équipe
- Marilyn Lima – Bang Gang (une histoire d'amour moderne)
- Noémie Merlant – Le ciel attendra
- Raph – Ma Loute
- Salomé Richard – Baden Baden
- Ginger Romàn – Voir du pays
- Julia Roy – À jamais
- Anastasia Shevtsova – Polina, danser sa vie

2018 (photographe Deniz Gamze Ergüven)
- Noée Abita – Ava
- Sveva Alviti – Dalida
- Iris Bry – Les Gardiennes
- Louise Chevillotte – L'Amant d'un jour
- Adeline d'Hermy – Maryline
- Laetitia Dosch – Jeune femme
- Lina El Arabi – Noces
- Esther Garrel – L'Amant d'un jour
- Ana Girardot – Ce qui nous lie
- Eye Haïdara – Le Sens de la fête
- Alice Isaaz – Espèces menacées
- Camélia Jordana – Le Brio
- Lyna Khoudri – Les Bienheureux
- Garance Marillier – Grave
- Daphné Patakia – Djam
- Paméla Ramos - Tous les rêves du monde
- Solène Rigot – Orpheline
- Ella Rumpf – Grave

2019 (photographe Yann Gonzalez)
- Souad Arsane – À genoux les gars
- Ophélie Bau – Mektoub, my love: canto uno
- Galatéa Bellugi – L'Apparition
- Jehnny Beth – Un amour impossible
- Clémence Boisnard – La fête est finie
- Inas Chanti – À genoux les gars
- Alexia Chardard – Mektoub, my love: canto uno
- Laëtitia Clément – Luna
- Jeanne Cohendy – Marche ou crève
- Lily-Rose Depp – L'Homme fidèle
- Kenza Fortas – Shéhérazade
- Lou Luttiau – Mektoub, my love: canto uno
- Matilda Lutz – Revenge
- Sarah Perles – Sofia
- Camille Razat – L'amour est une fête
- Diane Rouxel – Marche ou crève
- Souheila Yacoub – Climax

#### Années 2020
2020 (photographe Lukas Dhont)
- Luàna Bajrami – Portrait de la jeune fille en feu
- Mya Bollaers – Lola vers la mer
- Shirine Boutella – Papicha
- Céleste Brunnquell – Les Éblouis
- Manon Clavel – La Vérité
- Jennifer Decker – Un beau voyou
- Zéa Duprez – Les Météorites
- Mina Farid – Une fille facile
- Nora Hamzawi – Doubles vies
- Sarah Henochsberg – C'est ça l'amour
- Lyna Khoudri – Papicha
- Louise Labèque – Zombi Child
- Justine Lacroix – C'est ça l'amour
- Lise Leplat Prudhomme – Jeanne
- Nina Meurisse – Camille
- Mama Sané – Atlantique
- Nadia Tereszkiewicz – Seules les bêtes
- Maud Wyler – Perdrix

2021 (photographe Yolande Zauberman)
- Noée Abita dans Slalom
- Najla Ben Abdallah – Un fils
- Aïcha Ben Miled – Un divan à Tunis
- Nisrin Erradi – Adam
- India Hair – Poissonsexe
- Liv Henneguier – Douze mille
- Annabelle Lengronne – Filles de joie
- Pauline Parigot – Frères d'arme
- Julia Piaton – Les Choses qu'on dit, les choses qu'on fait
- Camille Rutherford – Felicità
- Lauréna Thellier – K contraire
- Anamaria Vartolomei – Just Kids

2022 (photographes Thierry Demaizière et Alban Teurlai)
- Noée Abita dans Slalom
- Ophélie Bau dans Vaurien (film)
- Zbeida Belhajamor – Une histoire d'amour et de désir
- Ana Blagojevic – À l'abordage
- Suliane Brahim – La Nuée
- Salomé Dewaels – Illusions perdues
- Aissatou Diallo Sagna – La Fracture
- Christine Gautier – Teddy
- Lilith Grasmug – Oranges sanguines
- Suzanne Jouannet – Les Choses humaines
- Pauline Parigot – Frères d'arme
- Daphné Patakia – Benedetta
- Agathe Rousselle – Titane
- Diane Rouxel – La Terre des hommes
- Anamaria Vartolomei dans L'Événement
- Lucie Zhang – Les Olympiades

2023 (photographe Audrey Diwan)
- Marion Barbeau dans En corps
- Clara Bretheau dans Les Amandiers
- Louise Chevillotte dans Le Monde après nous
- Lina El Arabi dans Les Meilleures
- Tracy Gotoas dans L'Horizon
- Kayije Kagame dans Saint Omer
- Hélène Lambert dans Ouistreham
- Lou Lampros dans Ma nuit
- Julie Ledru dans Rodéo
- Guslagie Malanda dans Saint Omer
- Rebecca Marder dans Une jeune fille qui va bien
- Joely Mbundu dans Tori et Lokita
- Nadia Tereszkiewicz dans Les Amandiers
- Capucine Valmary dans Le Torrent
- Mallory Wanecque dans Les Pires
- Souheila Yacoub dans Entre les vagues

2024 (photographe Malick Bodian)
- Suzy Bemba dans Le Retour
- Céleste Brunnquell dans La Fille de son père
- Stéphane Caillard dans Flo
- Clara Couturet dans Dirty Difficult Dangerous
- Sonia Faidi dans Avant que les flammes ne s'éteignent
- Kim Higelin dans Le Consentement
- Héloïse Janjaud dans Sages-Femmes
- Suzanne Jouannet dans La Voie royale
- Khadija Kouyaté dans Sages-femmes
- Mathilde La Musse dans Comme une louve
- Rebecca Marder dans De grandes espérances
- Garance Marillier dans Marinette
- Park Ji-min dans Retour à Séoul
- Daphné Patakia dans Sur la branche
- Ella Rumpf dans Le Théorème de Marguerite
- Mara Taquin dans La Petite

2025
- Selma Alaoui dans Quitter la nuit
- Louiza Aura dans Les Reines du drame
- Delphine Baril dans Les Pistolets en plastique
- Maïwène Barthelemy dans Vingt Dieux
- Lucie Charles-Alfred dans Petites mains
- Médina Diarra dans HLM Pussy
- Lilith Grasmug dans Langue étrangère
- Josefa Heinsius dans Langue étrangère
- Malou Khebizi dans Diamant brut
- Nina Mélo dans Black Tea
- Megan Northam dans Rabia
- Aloïse Sauvage dans Sur un fil
- Melodie Simina dans 37 : L'Ombre et la Proie
- Anna Diakhere Thiandoum dans Ni chaînes ni maîtres
- Mallory Wanecque dans L'Amour ouf
- Souheila Yacoub dans Planète B